# Fighting Vipers
 (octobre 2019).
Si vous disposez d'ouvrages ou d'articles de référence ou si vous connaissez des sites web de qualité traitant du thème abordé ici, merci de compléter l'article en donnant les références utiles à sa vérifiabilité et en les liant à la section « Notes et références ».
Fighting Vipers (ファイティングバイパーズ, Faitingu Vaipāzu) est un jeu vidéo de combat 3D sorti en 1995 sur arcade (Model 2) puis porté sur Saturn l'année suivante. Le jeu a été développé par Sega-AM2 puis édité par Sega.
Il a été réédité sur PlayStation 2 sous le titre Sega Ages 2500 Series Vol. 19: Fighting Vipers.
Le jeu connait une suite, Fighting Vipers 2, sortie en 1998 sur arcade (Model 3) et portée en 2001 sur Dreamcast.